# Selena: La Serie
Selena: La Serie (in originale, Selena: The Series) è una serie biografica americana diretta da Hiromi Kamata. Racconta la storia dell'ascesa alla fama della cantante di musica Tex-Mex Selena e dei sacrifici che lei e la sua famiglia devono fare lungo la strada per il successo.

## Trama
La storia della cantante Selena Quintanilla, dalla sua infanzia alla sua ascesa alla fama, insieme alle scelte difficili e strazianti che lei e la sua famiglia fanno per mantenere l'amore e la musica.

## Personaggi e interpreti

### Personaggi principali
- Selena Quintanilla, interpretata da Christian Serratos (adulta) e Madison Taylor Baez (giovane). Icona della musica Tex-Mex, è la voce principale della band Selena y Los Dinos, prima ancora di tentare la sua carriera da solista.
- A.B. Quintanilla, interpretato da Gabriel Chavarria (adulto) e Juan Martinez (giovane). Fratello maggiore di Selena e membro della band Selena y Los Dinos.
- Suzette Quintanilla, interpretata da Noemi Gonzalez (adulta) e Daniela Estrada (giovane). Sorella maggiore di Selena e batterista della band Selena y Los Dinos.
- Abraham Quintanilla, interpretato da Ricardo Antonio Chavira. Padre di Selena e creatore della band Selena y Los Dinos.
- Marcella Quintanilla, interpretata da Seidy López (adulta) e Aneasa Yacoub (giovane). Madre di Selena.

### Personaggi secondari
- Hector, interpretato da David Barrera.
- Pete Astudillo, interpretato da Julio Macias.
- Chris Pérez, interpretato da Jesse Posey. Membro della band Selena y Los Dinos, diverrà prima il fidanzato e poi il marito di Selena.
- Ricky Vela, interpretato da Hunter Reese Peña.
- Joe Ojeda, interpretato da Carlos Alfredo Jr.
- Roger Garcia, interpretato da Paul Rodriguez.
- Cristina Saralegui, interpretata da Erika Buenfil.
- David Kramer, interpretato da David Fernandez Jr.
- José Behar, interpretato da Eric 'Rico' Aragon.
- Denny, interpretato da Mark Atkinson. Manager di Selena nella sua carriera da solista.
- Manny Guerra, interpretato da Oscar Avila.
- Jilly, interpretata da Casey Tutton.
- Johnny Canales, interpretato da Luis Bordonada.
- Yolanda Saldivar, interpretata da Natasha Perez. Amministratrice del fan club di Selena, è anche la sua migliore amica e futura assassina.

## Episodi
| Stagione      | Episodi | Prima TV originale | Prima TV Italia |
| ------------- | ------- | ------------------ | --------------- |
| Prima parte   | 9       | 2020               | 2020            |
| Seconda parte | 9       | 2021               | 2021            |

## Produzione

### Sviluppo
L'11 dicembre 2018, Selena: The Series è stata ordinata ufficialmente da Netflix. La serie è prodotta da Campanario Entertainment con il padre  e la sorella di Selena, Abraham e Suzette, mentre la sceneggiatura è di Moisés Zamora. Il progetto è una trasposizione televisiva della vita di Selena, ed è stato autorizzato dalla famiglia stessa, a differenza di altri prodotti che non sono mai stati autorizzati.

### Casting
La serie vede protagonista Christian Serratos. Deadline ha poi riferito che altri membri del cast sono Noemi Gonzalez nei panni di Suzette Quintanilla, sorella di Selena, nonché prima batterista donna nella storia della musica di Tejano, Seidy López nel ruolo di Marcella Quintanilla, la madre di Selena, e Madison Taylor Baez, nel ruolo di una giovane Selena. Ricardo Antonio Chavira e Gabriel Chavarria interpretano rispettivamente il padre e il fratello di Selena. Successivamente è stato annunciato l'inserimento nel cast di Julio Macias, Jesse Posey, Hunter Reese, Carlos Alfredo, Jr., Juan Martinez, Daniela Estrada e Paul Rodriguez Jr.

## Distribuzione
La prima parte della serie è stata pubblicata su Netflix il 4 dicembre 2020, mentre la seconda e ultima parte è stata distribuita il 4 maggio 2021.

## Accoglienza
Per la serie, l'aggregatore di recensioni Rotten Tomatoes ha riportato un indice di gradimento del 43% basato su 14 recensioni critiche, con un punteggio medio di 6,08/10. Metacritic ha assegnato alla serie un punteggio medio ponderato di 48 su 100 basato su 9 recensioni critiche, indicando "recensioni miste o medie".